# Samuel Dohya Kale
Samuel Dohya Kale (ur. 27 marca 1994) – kameruński zapaśnik walczący w stylu wolnym. 
Brązowy medalista igrzysk frankofońskich w 2023. Ósmy w mistrzostwach Afryki w 2024. 